# Bill Gropp

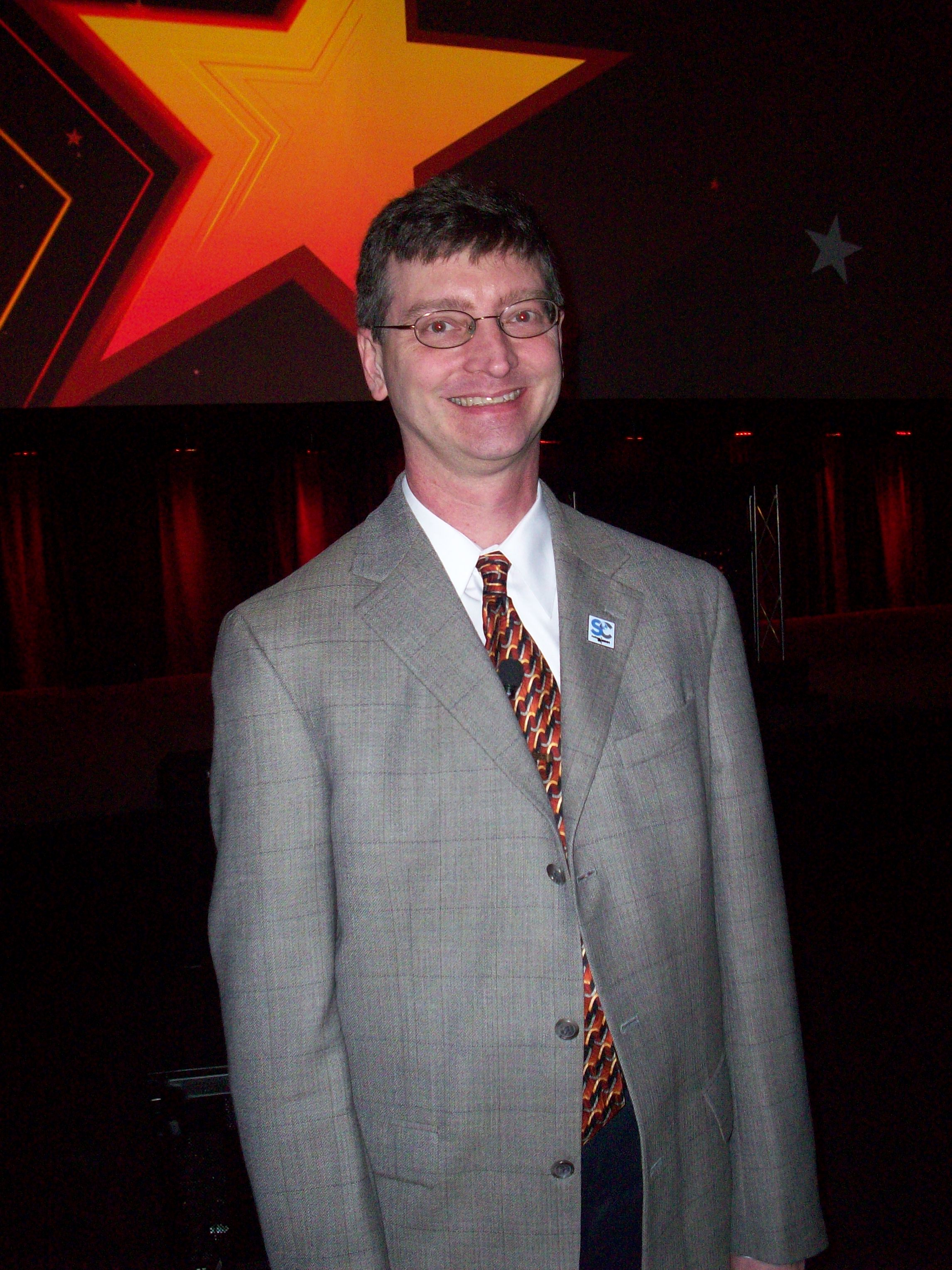
Bill Gropp

William Douglas „Bill“ Gropp (* 23. September 1955) ist ein US-amerikanischer Informatiker.
Gropp studierte Mathematik an der Case Western Reserve University mit dem Bachelor-Abschluss 1977 und Physik an der University of Washington mit dem Master-Abschluss 1978 und wurde 1982 bei Joseph Oliger an der Stanford University in Informatik promoviert (Numerical Solution of Transport Equations). Ab 1982 war er Assistant Professor und 1988 bis 1990 Associate Professor an der Yale University und ab 1990 war er am Argonne National Laboratory und an der Universität Chicago. 2000 bis 2006 war er stellvertretender Direktor der Abteilung Mathematik und Informatik am Argonne National Lab.
Gropp ist Thomas M. Siebel Professor für Informatik an der University of Illinois at Urbana-Champaign, an der er seit 2007 Professor ist und 2011 Gründungsdirektor des Parallel Computing Institute wurde, und seit 2016 Direktor des National Center for Supercomputing Applications (NCSA).
Er entwickelte Gebietszerlegungsalgorithmen und skalierbare Werkzeuge zur Lösung von linearen und nichtlinearen partiellen Differentialgleichungen auf Hochleistungsrechnern (Parallelrechnern) und ist Mitentwickler von Message Passing Interface (MPI), dem meistverbreiteten Interface für wissenschaftliches Rechnen auf Parallelrechnern, sowie von dessen Implementierung MPICH und von PETSc (eine Bibliothek von Numerik-Programmen für Parallelrechner).
2008 erhielt er den Sidney Fernbach Award und 2016 den Ken Kennedy Award von IEEE-Computer und ACM. Er ist Fellow von IEEE, SIAM und der Association for Computing Machinery (ACM) und Mitglied der National Academy of Engineering. 2015 erhielt er mit dem PETSc Team den SIAM/ACM Prize in Computational Science and Engineering, 2025 den ACM Software System Award.

## Schriften (Auswahl)
- mit Petter E. Bjørstad, Barry F. Smith: Domain decomposition : parallel multilevel methods for elliptic partial differential equations, Cambridge UP 1996
- mit Ewing Lusk, Anthony Skjellum: MPI - eine Einführung : portable parallele Programmierung mit dem Message-Passing Interface, Oldenbourg 2007
- mit Ewing Lusk, Anthony Skjellum: Using MPI, MIT Press 2000
- mit Lusk, Thakur: Using MPI-2,  advanced features of the message-passing interface, MIT Press 1999
- mit Hoefler, Thakur u. a.: Using advanced MPI : modern features of the message-passing-interface, MIT Press 2014